# Judo op de Olympische Zomerspelen

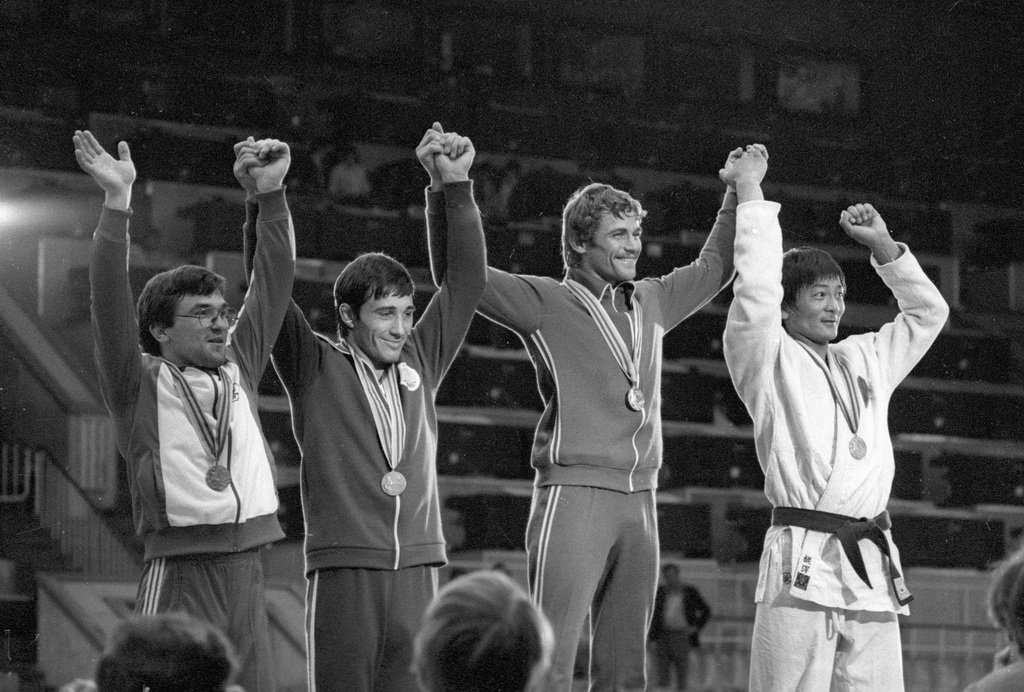
Het podium van de klasse tot 78 kg in 1980

Judo is een van de sporten die op de Olympische Zomerspelen worden beoefend.
De sport stond voor het eerst op het programma van de Olympische Spelen van de editie van 1964. Judo werd speciaal op deze editie toegelaten om de Japanners tegemoet te komen om hun nationale sport op het programma te krijgen. Vier jaar later ontbrak het judo op het programma, maar vanaf 1972 staat het onafgebroken op het programma, aanvankelijk nog alleen voor mannen. Op de Spelen van 1988 werd het vrouwenjudo aan het programma toegevoegd, die editie nog als demonstratiesport, vanaf de Spelen van 1992 als vaste onderdelen.

## Wedstrijd opzet
De judoka's strijden in gewichtsklassen. Er wordt gestreden om goud, zilver en brons middels een afvalsysteem. Verliezers kunnen via herkansing nog in aanmerking komen voor een bronzen medaille door de strijd aan te binden met de verliezers van de halve finales. Er worden in elke gewichtsklasse naast de gouden en de zilveren medaille, twee bronzen medailles uitgereikt.

## Gewichtsklassen
In 1964 werd er gestreden in vier klassen. In 1972 en 1976 in zes klassen. In 1980 en 1984 in acht klassen, alle vijf keer inclusief de openklasse. Vanaf 1988 werd er in zeven klassen gestreden en in 1992 werd het vrouwenjudo met eveneens zeven klassen aan het programma toegevoegd. De definitie van de gewichtsklassen is diverse keren gewijzigd zoals uit onderstaande overzichten blijkt.

### Mannen
| Gewichtsklasse | 1964   | 1972-1976 | 1980-1984 | 1988-1996 | 2000-2024 |
| -------------- | ------ | --------- | --------- | --------- | --------- |
| Extra licht    |        |           | –60 kg    | –60 kg    | –60 kg    |
| Half licht     |        |           | –65 kg    | –65 kg    | –66 kg    |
| Licht          | –68 kg | –63 kg    | –71 kg    | –71 kg    | –73 kg    |
| Half midden*   |        | –70 kg    | –78 kg    | –78 kg    | –81 kg    |
| Midden         | –80 kg | –80 kg    | –86 kg    | –86 kg    | –90 kg    |
| Half zwaar**   |        | –93 kg    | –95 kg    | –95 kg    | –100 kg   |
| Zwaar          | +80 kg | +93 kg    | +95 kg    | +95 kg    | +100 kg   |
| Open           | open   | open      | open      |           |           |

### Vrouwen
| Gewichtsklasse | 1992-1996 | 2000-2024 |
| -------------- | --------- | --------- |
| Extra licht    | –48 kg    | –48 kg    |
| Half licht     | –52 kg    | –52 kg    |
| Licht          | –56 kg    | –57 kg    |
| Half midden    | –61 kg    | –63 kg    |
| Midden         | –66 kg    | –70 kg    |
| Half zwaar     | –72 kg    | –78 kg    |
| Zwaar          | +72 kg    | +78 kg    |

### Gemengd
| Onderdeel | 2020-2024          |
| --------- | ------------------ |
| Team      | 3 vrouwen 3 mannen |

* Half middengewicht wordt in officiële rapporten voor de Spelen van 1972 als "weltergewicht" aangeduid.
** Half zwaargewicht wordt in officiële rapporten voor de Spelen van 1972 en 1976 als "lichtzwaargewicht" aangeduid.

## Medailles

### Meervoudige medaillewinnaars individueel
De Fransman Teddy Riner is de 'succesvolste medaillewinnaar' in het olympisch judo, individueel won hij drie gouden medailles en tweemaal brons en tweemaal goud in teamverband. De Japanner Tadahiro Nomura is de enige andere judoka die individueel drie gouden medailles won. De Japanse Ryoko Tani-Tamura is de enige andere judoka die vijf individuele medailles (2-2-1) won.
|                        | Olympiër               | Jaren                        | Medailles                             | Discipline                                    |
| ---------------------- | ---------------------- | ---------------------------- | ------------------------------------- | --------------------------------------------- |
| 01                     | Teddy Riner            | 2008, 2012, 2016, 2020, 2024 | Brons · Goud · Goud · Brons · Goud    | zwaargewicht (m)                              |
| 02                     | Tadahiro Nomura        | 1996, 2000, 2004             | Goud · Goud · Goud                    | extra lichtgewicht (m)                        |
| 03                     | Ryoko Tani-Tamura      | 1992, 1996, 2000, 2004, 2008 | Zilver · Zilver · Goud · Goud · Brons | extra lichtgewicht (v)                        |
| 04                     | David Douillet         | 1992, 1996, 2000             | Brons · Goud · Goud                   | zwaargewicht (m)                              |
| 04                     | Takanori Nagase        | 2016, 2020, 2024             | Brons · Goud · Goud                   | half middengewicht (m)                        |
| 06                     | Wim Ruska              | 1972                         | Goud · Goud                           | zwaargewicht / open klasse (m)                |
| 06                     | Peter Seisenbacher     | 1984, 1988                   | Goud · Goud                           | middengewicht (m)                             |
| 06                     | Hitoshi Saito          | 1984, 1988                   | Goud · Goud                           | zwaargewicht (m)                              |
| 06                     | Waldemar Legień        | 1988, 1992                   | Goud · Goud                           | half midden- / middengewicht (m)              |
| 06                     | Masato Uchishiba       | 2004, 2008                   | Goud · Goud                           | half lichtgewicht (m)                         |
| 06                     | Xian Dongmei           | 2004, 2008                   | Goud · Goud                           | half lichtgewicht (v)                         |
| 06                     | Ayumi Tanimoto         | 2004, 2008                   | Goud · Goud                           | half middengewicht (v)                        |
| 06                     | Masae Ueno             | 2004, 2008                   | Goud · Goud                           | middengewicht (v)                             |
| 06                     | Kayla Harrison         | 2012, 2016                   | Goud · Goud                           | half zwaargewicht (v)                         |
| 06                     | Lukáš Krpálek          | 2016, 2020                   | Goud · Goud                           | half zwaar- / zwaargewicht (m)                |
| 06                     | Shohei Ono             | 2016, 2020                   | Goud · Goud                           | lichtgewicht (m)                              |
| 06                     | Hifumi Abe             | 2020, 2024                   | Goud · Goud                           | half lichtgewicht (m)                         |
| 06                     | Lasja Bekaoeri         | 2020, 2024                   | Goud · Goud                           | middengewicht (m)                             |
| 18                     | / Angelo Parisi        | 1972, 1980, 1984             | Brons · Goud · Zilver · Zilver        | zwaargewicht / open klasse (m)                |
| 18                     | Idalys Ortiz           | 2008, 2012, 2016, 2020       | Brons · Goud · Zilver · Zilver        | zwaargewicht (v)                              |
| 20                     | Driulis González       | 1992, 1996, 2000, 2004       | Brons · Goud · Zilver · Brons         | licht- / half middengewicht (v)               |
| 21                     | Kye Sun-hui            | 1996, 2000, 2004             | Goud · Brons · Zilver                 | extra licht- / half licht- / lichtgewicht (v) |
| 21                     | Lasja Sjavdatoeasjvili | 2012, 2016, 2020             | Goud · Brons · Zilver                 | half licht- / lichtgewicht (m)                |
| 21                     | Yeldos Smetov          | 2016, 2020, 2024             | Zilver · Brons · Goud                 | extra lichtgewicht (m)                        |
| 21                     | Clarisse Agbegnenou    | 2016, 2020, 2024             | Zilver · Goud · Brons                 | half middengewicht (v)                        |
|                        | Mark Huizinga          | 1996, 2000, 2004             | Brons · Goud · Brons                  | middengewicht (m)                             |
| drie of meer medailles |                        |                              |                                       |                                               |
|                        | Amarilis Savon         | 1992, 1996, 2004             | Brons · Brons · Brons                 | extra licht- / half lichtgewicht (v)          |
|                        | Edith Bosch            | 2004, 2008, 2012             | Zilver · Brons · Brons                | middengewicht (v)                             |
|                        | Rishod Sobirov         | 2008, 2012, 2016             | Brons · Brons · Brons                 | extra licht- / half lichtgewicht (m)          |
|                        | Mayra Aguiar           | 2012, 2016, 2020             | Brons · Brons · Brons                 | half zwaar (v)                                |

### Medaillespiegel
N.B. Medaillespiegel is bijgewerkt tot en met de Olympische Spelen van 2024.
| Plaats | Land                         | NOC    | Goud | Zilver | Brons | Totaal |
| ------ | ---------------------------- | ------ | ---- | ------ | ----- | ------ |
| 1      | Japan                        | JPN    | 51   | 23     | 30    | 104    |
| 2      | Frankrijk                    | FRA    | 18   | 15     | 34    | 67     |
| 3      | Zuid-Korea                   | KOR    | 11   | 19     | 21    | 51     |
| 4      | China                        | CHN    | 8    | 3      | 12    | 23     |
| 5      | Cuba                         | CUB    | 6    | 15     | 16    | 37     |
| 6      | Georgië                      | GEO    | 5    | 7      | 3     | 15     |
| 7      | Sovjet-Unie                  | URS    | 5    | 5      | 13    | 23     |
| 8      | Brazilië                     | BRA    | 5    | 4      | 19    | 28     |
| 9      | Italië                       | ITA    | 5    | 4      | 9     | 18     |
| 10     | Rusland                      | RUS    | 5    | 4      | 7     | 16     |
| 11     | Nederland                    | NED    | 4    | 2      | 18    | 24     |
| 12     | Duitsland                    | GER    | 3    | 4      | 15    | 22     |
| 13     | Polen                        | POL    | 3    | 3      | 2     | 8      |
| 14     | Azerbeidzjan                 | AZE    | 3    | 2      | 2     | 7      |
| 15     | Slovenië                     | SLO    | 3    | 1      | 3     | 7      |
| 15     | Spanje                       | ESP    | 3    | 1      | 3     | 7      |
| 17     | Kosovo                       | KOS    | 3    | 1      | 1     | 5      |
| 18     | Verenigde Staten             | USA    | 2    | 4      | 8     | 14     |
| 19     | Oostenrijk                   | AUT    | 2    | 3      | 3     | 8      |
| 20     | Noord-Korea                  | PRK    | 2    | 2      | 4     | 8      |
| 21     | België                       | BEL    | 2    | 1      | 11    | 14     |
| 22     | Gezamenlijk team             | EUN    | 2    | 0      | 2     | 4      |
| 23     | Tsjechië                     | CZE    | 2    | 0      | 0     | 2      |
| 24     | Mongolië                     | MGL    | 1    | 5      | 6     | 12     |
| 25     | Bondsrepubliek Duitsland     | FRG    | 1    | 4      | 3     | 8      |
| 26     | Hongarije                    | HUN    | 1    | 3      | 6     | 10     |
| 27     | Oezbekistan                  | UZB    | 1    | 2      | 7     | 10     |
| 28     | DDR                          | GDR    | 1    | 2      | 6     | 9      |
| 29     | Canada                       | CAN    | 1    | 2      | 5     | 8      |
| 30     | Kazachstan                   | KAZ    | 1    | 2      | 3     | 6      |
| 30     | Roemenië                     | ROU    | 1    | 2      | 3     | 6      |
| 32     | Zwitserland                  | SUI    | 1    | 1      | 2     | 4      |
| 33     | Griekenland                  | GRE    | 1    | 0      | 2     | 3      |
| 34     | Argentinië                   | ARG    | 1    | 0      | 1     | 2      |
| 34     | Wit-Rusland                  | BLR    | 1    | 0      | 1     | 2      |
| 34     | Turkije                      | TUR    | 1    | 0      | 1     | 2      |
| 3      | Kroatië                      | CRO    | 1    | 0      | 0     | 1      |
| 3      | Groot-Brittannië             | GBR    | 0    | 8      | 12    | 20     |
| 3      | Israël                       | ISR    | 0    | 3      | 6     | 9      |
| 40     | Oekraïne                     | UKR    | 0    | 1      | 3     | 4      |
| 41     | Bulgarije                    | BUL    | 0    | 1      | 2     | 3      |
| 42     | Algerije                     | ALG    | 0    | 1      | 1     | 2      |
| 42     | Colombia                     | COL    | 0    | 1      | 1     | 2      |
| 42     | Egypte                       | EGY    | 0    | 1      | 1     | 2      |
| 42     | Duits eenheidsteam           | EUA    | 0    | 1      | 1     | 2      |
| 46     | Chinees Taipei               | TPE    | 0    | 1      | 0     | 1      |
| 46     | Mexico                       | MEX    | 0    | 1      | 0     | 1      |
| 46     | Slowakije                    | SVK    | 0    | 1      | 0     | 1      |
| 49     | Portugal                     | POR    | 0    | 0      | 4     | 4      |
| 50     | Estland                      | EST    | 0    | 0      | 3     | 3      |
| 50     | Russische ploeg              | ROC    | 0    | 0      | 3     | 3      |
| 50     | Tadzjikistan                 | TJK    | 0    | 0      | 3     | 3      |
| 53     | Australië                    | AUS    | 0    | 0      | 2     | 2      |
| 53     | Moldavië                     | MDA    | 0    | 0      | 2     | 2      |
| 53     | Joegoslavië                  | YUG    | 0    | 0      | 2     | 2      |
| 56     | Tsjecho-Slowakije            | TCH    | 0    | 0      | 1     | 1      |
| 56     | IJsland                      | ISL    | 0    | 0      | 1     | 1      |
| 56     | Kirgizië                     | KGZ    | 0    | 0      | 1     | 1      |
| 56     | Letland                      | LAT    | 0    | 0      | 1     | 1      |
| 56     | Zweden                       | SWE    | 0    | 0      | 1     | 1      |
| 56     | Verenigde Arabische Emiraten | UAE    | 0    | 0      | 1     | 1      |
| Totaal | Totaal                       | Totaal | 167  | 166*   | 334   | 667    |

* Op de Spelen van 1972 werd geen zilveren medaille in de lichtgewicht klasse uitgereikt wegens doping, vandaar een zilveren plak minder dan goud.
Tokio 1964 · 
München 1972 · 
Montréal 1976 · 
Moskou 1980 · 
Los Angeles 1984 · 
Seoel 1988 · 
Barcelona 1992 · 
Atlanta 1996 · 
Sydney 2000 · 
Athene 2004 · 
Peking 2008 · 
Londen 2012 · 
Rio de Janeiro 2016  · 
Tokio 2020 · 
Parijs 2024 · 
Los Angeles 2028 
Medaillewinnaars
Olympische Zomerspelen
Olympische Winterspelen
Gerelateerd
Olympische Jeugdspelen · Paralympische Spelen · Deaflympische Spelen · Special Olympic World Games
IOC · COA · BOIC · NOC*NSF · NAOC · SOC